# Nuoto ai Giochi della XX Olimpiade - 200 metri rana femminili
La competizione dei 200 metri rana femminili di nuoto ai Giochi della XX Olimpiade si è svolta il giorno 29 agosto 1972 alla Olympia Schwimmhalle di Monaco di Baviera.

## Programma
| Data           | Ora        | Round                          | Note |
| -------------- | ---------- | ------------------------------ | ---- |
| 29 agosto 1972 | 6 Batterie | I migliori 8 tempi alla finale |      |
| 29 agosto      | 18:20      | Finale                         |      |

## Risultati

### Batterie
| Pos. | Atleta             | Nazione          | Tempo     | Pos F  |
| ---- | ------------------ | ---------------- | --------- | ------ |
| 1    | Vreni Eberle       | Germania Ovest   | 2'46"17   | 11     |
| 2    | Sylvia Langer      | Germania Est     | 2'49"68   | 21     |
| 3    | Tetiana Prudnikova | Unione Sovietica | 2'50"79   | 24     |
| 4    | Patrizia Miserini  | Italia           | 2'53"14   | 30     |
| 5    | Lee Yue-Hwan       | Taiwan           | 3'04"74   | 39     |
| -    | Cristina Teixeira  | Brasile          | [2'57"03] | Squal. |

| Pos. | Atleta              | Nazione        | Tempo   | Pos F |
| ---- | ------------------- | -------------- | ------- | ----- |
| 1    | Britt-Marie Smedh   | Svezia         | 2'46"05 | 10    |
| 2    | Barbara Mitchell    | Stati Uniti    | 2'47"05 | 13    |
| 3    | Pat Beavan          | Gran Bretagna  | 2'47"42 | 14    |
| 4    | Ulrike Klees        | Germania Ovest | 2'50"48 | 23    |
| 5    | Brigitte Schuchardt | Germania Est   | 2'53"03 | 28    |
| 6    | Ann O'Connor        | Irlanda        | 2'53"04 | 29    |
| 7    | Rose-Marie Pepe     | Canada         | 2'54"75 | 36    |

| Pos. | Atleta               | Nazione       | Tempo   | Pos F |
| ---- | -------------------- | ------------- | ------- | ----- |
| 1    | Ágnes Kaczander-Kiss | Ungheria      | 2'43"13 | 1 Q   |
| 2    | Éva Kiss             | Ungheria      | 2'43"68 | 2 Q   |
| 3    | Alie te Riet         | Paesi Bassi   | 2'48"49 | 17    |
| 4    | Amanda Radnage       | Gran Bretagna | 2'51"85 | 26    |
| 5    | Mairi Ioannidou      | Grecia        | 2'53"53 | 31    |
| 6    | Shlomit Nir          | Israele       | 2'53"60 | 32    |
| 7    | Leonor Urueta        | Messico       | 2'55"21 | 37    |

| Pos. | Atleta             | Nazione      | Tempo   | Pos F |
| ---- | ------------------ | ------------ | ------- | ----- |
| 1    | Dana Schoenfield   | Stati Uniti  | 2'43"97 | 4 Q   |
| 2    | Hannelore Anke     | Germania Est | 2'45"92 | 9     |
| 3    | Judith Hudson      | Australia    | 2'49"09 | 18    |
| 4    | Marian Stuart      | Canada       | 2'49"11 | 19    |
| 5    | Béatrice Mottoulle | Belgio       | 2'52"18 | 27    |
| 6    | Yoko Yamamoto      | Giappone     | 2'54"28 | 35    |
| 7    | Winnie Nielsen     | Danimarca    | 2'59"31 | 38    |

| Pos. | Atleta                 | Nazione          | Tempo   | Pos F |
| ---- | ---------------------- | ---------------- | ------- | ----- |
| 1    | Galina Prozumenščikova | Unione Sovietica | 2'44"20 | 5 Q   |
| 2    | Beverley Whitfield     | Australia        | 2'44"47 | 6 Q   |
| 3    | Jane Wright            | Canada           | 2'47"85 | 16    |
| 4    | Christine Jarvis       | Gran Bretagna    | 2'49"24 | 20    |
| 5    | Jeanette Pettersson    | Svezia           | 2'50"36 | 22    |
| 6    | Nieves Panadell        | Spagna           | 2'51"50 | 25    |

| Pos. | Atleta                   | Nazione          | Tempo   | Pos F |
| ---- | ------------------------ | ---------------- | ------- | ----- |
| 1    | Lyudmila Porubayko       | Unione Sovietica | 2'43"68 | 2 Q   |
| 2    | Claudia Clevenger        | Stati Uniti      | 2'44"74 | 7 Q   |
| 3    | Petra Nows               | Germania Ovest   | 2'45"20 | 8 Q   |
| 4    | Chieno Shibata           | Giappone         | 2'46"87 | 12    |
| 5    | Erika Rüegg              | Svizzera         | 2'47"63 | 15    |
| 6    | Zuzana Marková           | Cecoslovacchia   | 2'53"88 | 33    |
| 7    | Ana Elena de la Portilla | Messico          | 2'54"10 | 34    |

### Finale
| Pos.    | Atleta                 | Nazione          | Tempo   | Nota            |
| ------- | ---------------------- | ---------------- | ------- | --------------- |
| Oro     | Beverley Whitfield     | Australia        | 2'41"71 | Record olimpico |
| Argento | Dana Schoenfield       | Stati Uniti      | 2'42"05 |                 |
| Bronzo  | Galina Prozumenščikova | Unione Sovietica | 2'42"36 |                 |
| 4       | Claudia Clevenger      | Stati Uniti      | 2'42"88 |                 |
| 5       | Petra Nows             | Germania Ovest   | 2'43"38 |                 |
| 6       | Ágnes Kaczander-Kiss   | Ungheria         | 2'43"41 |                 |
| 7       | Lyudmila Porubayko     | Unione Sovietica | 2'44"48 |                 |
| 8       | Éva Kiss               | Ungheria         | 2'45"12 |                 |